# 1295 Deflotte
Deflotte (asteróide 1295) é um asteróide da cintura principal com um diâmetro de 48,03 quilómetros, a 3,0010003 UA. Possui uma excentricidade de 0,1156573 e um período orbital de 2 283,29 dias (6,25 anos).
Deflotte tem uma velocidade orbital média de 16,16851075 km/s e uma inclinação de 2,87516º.
Esse asteróide foi descoberto em 25 de Novembro de 1933 por Louis Boyer.